# Махишасура
Махишасу́ра (санскр. महिषासुर, IAST: Mahiṣāsura) — в индуистской мифологии буйволовидный демон-асура, одержавший победу над богом-громовником Индрой, но побеждённый богиней Дургой (именуемой также Деви и Чанди). Победу богини описывает поэма «Деви-махатмья», являющаяся частью «Маркандея-пураны»; 700 стихов поэмы ежедневно читают в индийских храмах этой богини.
Махишасура был сыном царя всех асуров Рамбхи. Рамбха однажды влюбился в буйволицу, которая на самом деле была принцессой Шьямалой, превратившейся в животного в результате проклятия. От этого союза и родился Махишасура, обладавший способностью произвольно принимать форму человека или буйвола. Долгое время Махишасура совершал аскезы и медитацию, желая удовлетворить Брахму и получить от него благословения. В конце концов Брахма явился пред Махишасурой и дал ему благословение, согласно которому тот не мог быть убит ни человеком, ни богом. После этого Махишасура стал причинять огромные беспокойства как обитателям Земли, так и жителям небесных планет. Он одержал победу над царём девов Индрой и изгнал всех девов с их небесных обителей. Тогда обеспокоенные боги собрались вместе и создали юную женщину, богиню Дургу, которая воплотила в своей прекрасной форме могущество всех богов. Согласно одной из версий легенды, Дурга создала армию, которая сразилась с войском Махишасуры. В ходе девятидневной битвы, армия демона была полностью разгромлена. Сам Махишасура был убит Дургой на десятый день.
Это событие празднуется в ходе индуистских фестивалей Дурга-пуджа (в Бенгалии и Ориссе), Дуссера и Наваратри (в других частях Индии).